# استیسی سلیمان
استیسی سلیمان (انگلیسی: Stacey Solomon؛ زادهٔ ۴ اکتبر ۱۹۸۹) یک موسیقی‌دان است. وی از سال ۲۰۰۹ میلادی تاکنون مشغول فعالیت بوده‌است.